# Linger (The Cranberries)
Linger is een nummer van de Ierse rockband The Cranberries. Het is de tweede single van hun debuutalbum Everybody Else Is Doing It, So Why Can't We? uit 1993. Op 15 februari dat jaar werd het nummer eerst in thuisland Ierland en het Verenigd Koninkrijk op single en VHS videoband uitgebracht. Op 24 januari 1994 volgden het Europese vasteland, Australië, Nieuw-Zeeland, de VS en Canada. In 2005 werd de single ook als digitale download uitgebracht.

## Achtergrond
Naar verluidt schreef Cranberries-zangeres Dolores O'Riordan het nummer naar aanleiding van een soldaat op wie ze ooit verliefd was. "Linger" werd vooral op de Britse eilanden en in Noord-Amerika een grote hit. In Ierland, het thuisland van The Cranberries, behaalde de single de 3e positie. In het Verenigd Koninkrijk werd de 14e positie in de UK Singles Chart behaald, in Canada de 4e, in de VS de 8e, Australië de 33e, Nieuw-Zeeland de 38e, IJsland de 6e en in de Eurochart Hot 100 de 26e positie.
In Nederland werd de single begin 1994 regelmatig gedraaid op de landelijke radiozenders, echter werden zowel de Nederlandse Top 40 op destijd Radio 538 als de toenterijd nieuwe publieke hitlijst; de Mega Top 50 op Radio 3FM niet bereikt. Wél bleef de single vier weken steken op de 7e positie in de "Mega Tip 30".
In België behaalde de single géén notering in zowel de voorloper van de Vlaamse Ultratop 50 als de Vlaamse Radio 2 Top 30 en de voorloper van de Waalse Ultratop 50.
In de sinds december 1999 jaarlijks uitgezonden NPO Radio 2 Top 2000 van de Nederlandse publieke radiozender NPO Radio 2 kwam de single in december 2007 voor het eerst de lijst binnen en sinds 2009 staat deze daarin onafgebroken genoteerd, met als hoogste notering tot nu toe een 219e positie in 2024.

## NPO Radio 2 Top 2000
| Nummer met noteringen in de NPO Radio 2 Top 2000 | '07 | '08 | '09  | '10  | '11 | '12  | '13 | '14 | '15 | '16 | '17 | '18 | '19 | '20 | '21 | '22 | '23 | '24 |
| ------------------------------------------------ | --- | --- | ---- | ---- | --- | ---- | --- | --- | --- | --- | --- | --- | --- | --- | --- | --- | --- | --- |
| Linger                                           | 901 | -   | 1239 | 1051 | 927 | 1030 | 946 | 850 | 961 | 973 | 862 | 494 | 488 | 502 | 488 | 480 | 388 | 219 |

1. ↑  Een '-' betekent dat het nummer niet was genoteerd en een vetgedrukt getal geeft de hoogste notering aan.
2. ↑  2007 was het eerste jaar met een notering voor dit nummer.